# Wereldkampioenschappen zwemmen 2025 – 200 meter vrije slag mannen
De 200 meter vrije slag voor mannen op de wereldkampioenschappen zwemmen 2025 in Singapore vond plaats op 28 en 29 juli 2025. 

## Records
Voorafgaand aan het toernooi waren dit het wereldrecord en het kampioenschapsrecord
| Wereldrecord         | Paul Biedermann | 1.42,00 | Rome | 28 juni 2009 |
| Kampioenschapsrecord | Paul Biedermann | 1.42,00 | Rome | 28 juni 2009 |

## Uitslagen
De zestien snelste zwemmers in de series kwalificeerden zich voor de halve finales, de snelste acht uit de halve finales gingen door naar de finale.

### Series
| Rang | Serie | Baan | Naam                     | Land                        | Tijd         | Bijz.        |
| ---- | ----- | ---- | ------------------------ | --------------------------- | ------------ | ------------ |
| 1    | 6     | 3    | David Popovici           | Roemenië                    | 1.45,43      | Q            |
| 2    | 6     | 4    | Luke Hobson              | Verenigde Staten            | 1.45,61      | Q            |
| 3    | 5     | 4    | Matt Richards            | Verenigd Koninkrijk         | 1.45,66      | Q            |
| 4    | 4     | 4    | Gabriel Jett             | Verenigde Staten            | 1.45,91      | Q            |
| 5    | 6     | 5    | Tatsuya Murasa           | Japan                       | 1.45,92      | Q            |
| 6    | 5     | 6    | Flynn Southam            | Australië                   | 1.46,00      | Q            |
| 7    | 6     | 7    | Lucas Henveaux           | België                      | 1.46,03      | Q, NR        |
| 8    | 6     | 5    | Hwang Sun-woo            | Zuid-Korea                  | 1.46,12      | Q            |
| 9    | 5     | 7    | Zhang Zhanshuo           | China                       | 1.46,17      | Q            |
| 10   | 4     | 5    | James Guy                | Verenigd Koninkrijk         | 1.46,19      | Q            |
| 11   | 6     | 8    | Dimitrios Markos         | Griekenland                 | 1.46,28      | Q, NR        |
| 12   | 4     | 2    | Kamil Sieradzki          | Polen                       | 1.46,31      | Q            |
| 13   | 4     | 6    | Filippo Megli            | Italië                      | 1.46,39      | Q            |
| 14   | 4     | 8    | Sander Sorensen          | Noorwegen                   | 1.46,63      | Q            |
| 15   | 6     | 0    | Evan Bailey              | Ierland                     | 1.46,66      | Q, =NR       |
| 16   | 5     | 2    | Carlos D'Ambrosio        | Italië                      | 1.46,67      | Q            |
| 17   | 5     | 5    | Edward Sommerville       | Australië                   | 1.46,72      |              |
| 18   | 6     | 2    | Robin Hanson             | Zweden                      | 1.46,96      |              |
| 19   | 3     | 5    | Oliver Søgaard-Andersen  | Denemarken                  | 1.47,25      |              |
| 20   | 4     | 1    | Tomas Koski              | Finland                     | 1.47,34      |              |
| 21   | 5     | 1    | Lee Ho-joon              | Zuid-Korea                  | 1.47,36      |              |
| 22   | 5     | 3    | Pan Zhanle               | China                       | 1.47,46      |              |
| 23   | 5     | 0    | Alexey Glivinskiy        | Israël                      | 1.47,54      |              |
| 24   | 4     | 3    | Danas Rapšys             | Litouwen                    | 1.47,58      |              |
| 25   | 2     | 4    | Ralph Daleiden Ciuferri  | Luxemburg                   | 1.47,74      | NR           |
| 26   | 3     | 7    | Petar Mitsin             | Bulgarije                   | 1.47,88      |              |
| 27   | 4     | 7    | Antonio Djakovic         | Zwitserland                 | 1.47,96      |              |
| 28   | 6     | 9    | Velimir Stjepanović      | Servië                      | 1.48,04      |              |
| 29   | 4     | 0    | Guilherme Costa          | Brazilië                    | 1.48,06      |              |
| 30   | 3     | 0    | Balázs Holló             | Hongarije                   | 1.48,09      |              |
| 31   | 3     | 6    | Khiew Hoe Yean           | Maleisië                    | 1.48,10      |              |
| 32   | 5     | 9    | Matthew Sates            | Zuid-Afrika                 | 1.48,45      |              |
| 33   | 3     | 4    | Miguel Pérez-Godoy       | Spanje                      | 1.48,46      |              |
| 34   | 3     | 8    | Kenan Dračić             | Bosnië en Herzegovina       | 1.48,59      |              |
| 35   | 5     | 8    | Niko Janković            | Kroatië                     | 1.48,74      |              |
| 36   | 3     | 1    | Juan Morales             | Colombia                    | 1.48,95      |              |
| 37   | 6     | 1    | Antoine Sauve            | Canada                      | 1.49,19      |              |
| 38   | 3     | 3    | Sašo Boškan              | Slovenië                    | 1.49,47      |              |
| 39   | 3     | 9    | František Jablcnik       | Slowakije                   | 1.50,21      |              |
| 40   | 3     | 2    | Jonathan Tan             | Singapore                   | 1.50,56      |              |
| 41   | 2     | 2    | Enkhtamir Batbayar       | Mongolië                    | 1.50,83      |              |
| 42   | 2     | 5    | Adrian Eichler           | Filipijnen                  | 1.51,39      |              |
| 43   | 2     | 6    | Sajan Prakash            | India                       | 1.51,57      |              |
| 44   | 4     | 9    | Nikoli Blackman          | Trinidad en Tobago          | 1.51,63      |              |
| 45   | 2     | 3    | Pongpanod Trithan        | Thailand                    | 1.51,66      |              |
| 46   | 2     | 7    | Omar Abbass              | Syrië                       | 1.53,11      |              |
| 47   | 2     | 0    | Sauod Al-Shamroukh       | Koeweit                     | 1.54,61      |              |
| 48   | 2     | 8    | Sebastian Serafeim       | Honduras                    | 1.55,85      |              |
| 49   | 2     | 1    | Alberto Vega             | Costa Rica                  | 1.55,87      |              |
| 50   | 1     | 7    | Lucas de los Santos      | Uruguay                     | 1.56,34      |              |
| 51   | 1     | 3    | Andrey Villarreal Bernal | Panama                      | 1.57,94      |              |
| 52   | 2     | 9    | Kaeden Gleason           | Amerikaanse Maagdeneilanden | 1.58,83      |              |
| 53   | 1     | 5    | Mohammed Jibali          | Libië                       | 1.58,97      |              |
| 54   | 1     | 8    | Binura Thalagala         | Sri Lanka                   | 1.58,98      |              |
| 55   | 1     | 4    | Phone Pyae Han           | Myanmar                     | 2.00,90      |              |
| 56   | 1     | 9    | Ali Al-Hasni             | Oman                        | 2.01,31      |              |
| 57   | 1     | 1    | Ervin Shrestha           | Nepal                       | 2.02,83      |              |
| 58   | 1     | 6    | Haziq Samil              | Brunei                      | 2.04,05      |              |
| 59   | 1     | 0    | Ocean Campus             | Guam                        | 2.05,98      |              |
| —    | 1     | 2    | Rohan Shearer            | Kaapverdië                  | Niet gestart | Niet gestart |

### Halve finales
| Rang | Serie | Baan | Naam              | Land                | Tijd    | Bijz. |
| ---- | ----- | ---- | ----------------- | ------------------- | ------- | ----- |
| 1    | 1     | 4    | Luke Hobson       | Verenigde Staten    | 1.44,80 | Q     |
| 2    | 1     | 6    | Hwang Sun-woo     | Zuid-Korea          | 1.44,84 | Q     |
| 3    | 1     | 7    | Kamil Sieradzki   | Polen               | 1.45,00 | Q, NR |
| 4    | 2     | 4    | David Popovici    | Roemenië            | 1.45,02 | Q     |
| 5    | 1     | 8    | Carlos D'Ambrosio | Italië              | 1.45,23 | Q, NR |
| 6    | 2     | 3    | Tatsuya Murasa    | Japan               | 1.45,39 | Q     |
| 7    | 1     | 2    | James Guy         | Verenigd Koninkrijk | 1.45,50 | Q     |
| 8    | 1     | 5    | Gabriel Jett      | Verenigde Staten    | 1.45,60 | Q     |
| 9    | 1     | 1    | Sander Sorensen   | Noorwegen           | 1.45,78 |       |
| 10   | 1     | 3    | Flynn Southam     | Australië           | 1.45,80 |       |
| 11   | 2     | 2    | Zhang Zhanshuo    | China               | 1.45,84 |       |
| 12   | 2     | 5    | Matt Richards     | Verenigd Koninkrijk | 1.45,85 |       |
| 13   | 2     | 6    | Lucas Henveaux    | België              | 1.46,23 |       |
| 14   | 2     | 1    | Filippo Megli     | Italië              | 1.46,49 |       |
| 15   | 2     | 7    | Dimitrios Markos  | Griekenland         | 1.47,01 |       |
| 16   | 2     | 8    | Evan Bailey       | Ierland             | 1.48,75 |       |

### Finale
| Rang   | Baan | Naam              | Land                | Tijd    | Bijz. |
| ------ | ---- | ----------------- | ------------------- | ------- | ----- |
| Goud   | 6    | David Popovici    | Roemenië            | 1.43,53 |       |
| Zilver | 4    | Luke Hobson       | Verenigde Staten    | 1.43,84 |       |
| Brons  | 7    | Tatsuya Murasa    | Japan               | 1.44,54 |       |
| 4      | 5    | Hwang Sun-woo     | Zuid-Korea          | 1.44,72 |       |
| 5      | 3    | Kamil Sieradzki   | Polen               | 1.45,22 |       |
| 6      | 2    | Carlos D'Ambrosio | Italië              | 1.45,27 |       |
| 7      | 1    | James Guy         | Verenigd Koninkrijk | 1.45,28 |       |
| 8      | 8    | Gabriel Jett      | Verenigde Staten    | 1.45,92 |       |